# Grenzstein

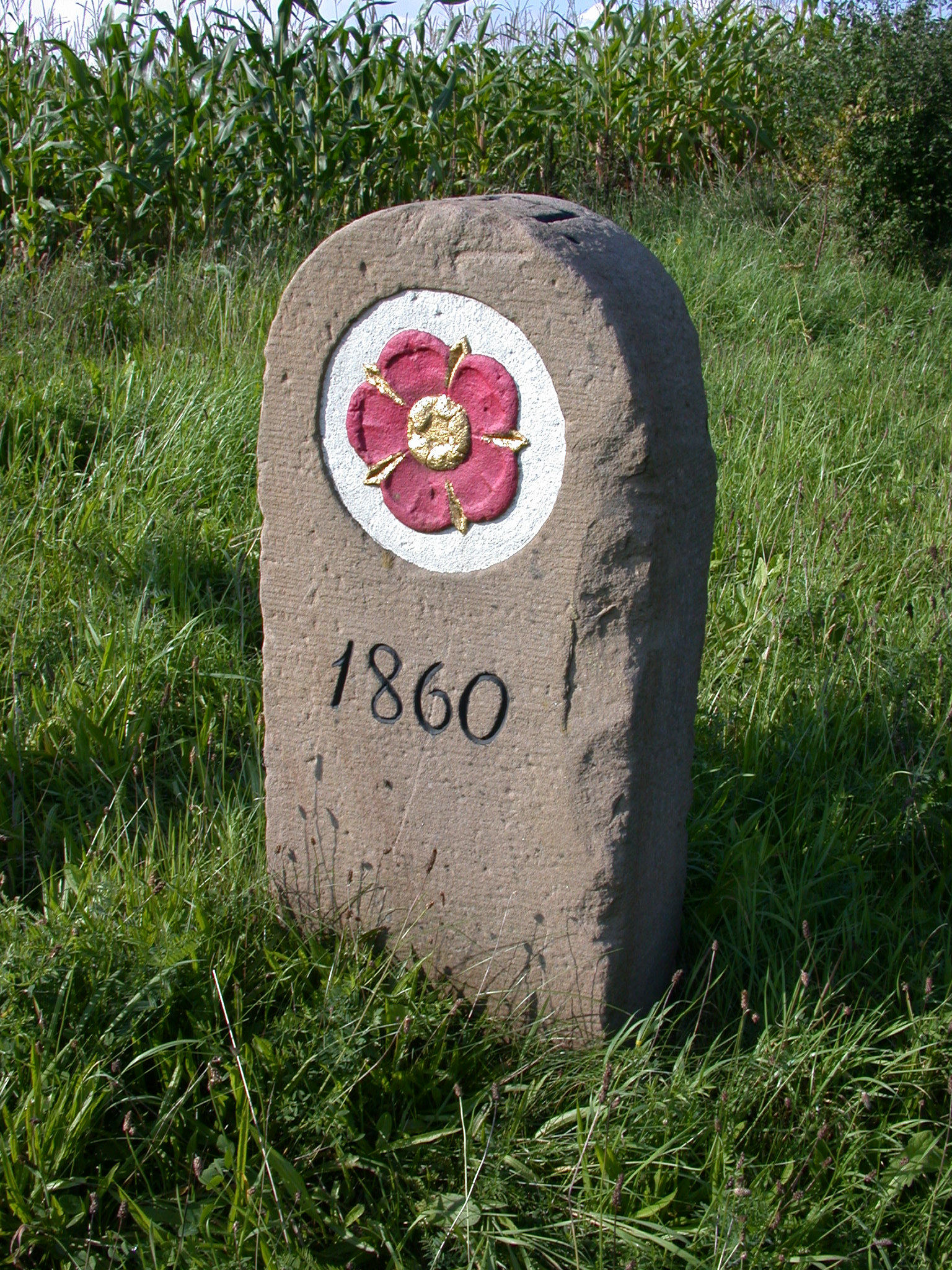
Historischer Grenzstein von 1860 auf der ehemaligen Grenze zwischen dem Fürstentum Lippe (Lippische Rose) und dem Königreich Preußen

Ein Grenzstein (auch Abmarkung, Markstein, Markierungsstein, Bannstein oder veraltet Terme) ist eine übliche Kennzeichnung von Grenzpunkten (Eckpunkten, Knickpunkten oder Knotenpunkten) einer Flurstücksgrenze. Grenzsteine werden zur örtlichen Kennzeichnung sichtbar, aber bodenbündig in den Grenzpunkt gesetzt, in der Regel mit einer mittleren Lagegenauigkeit von einigen Zentimetern. Bei Feld- und Waldgrenzen können sie aber auch einige Dezimeter aus dem Boden ragen, um für Landwirte beim Ackern gut sichtbar zu sein (hier werden meist längere Steine als sonst üblich verwendet). Diese wurden üblicherweise als Gütersteine bezeichnet. In sehr lange Grenzen wurden früher so genannte Läufersteine gesetzt, meist alle 100 Meter.

## Geschichte

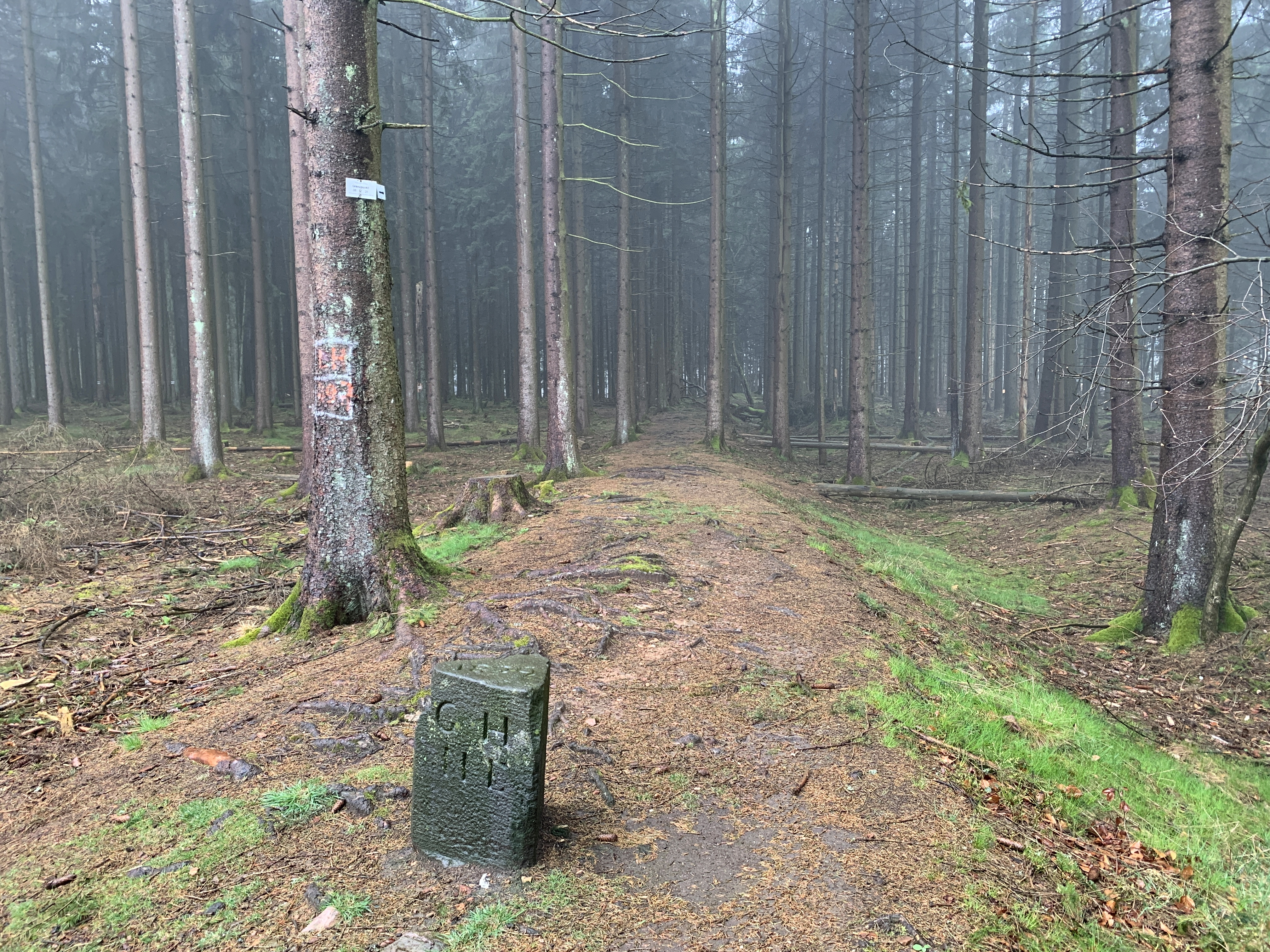
Dreimärker von 1829 auf dem Limes nahe des Großen Feldbergs im Taunus

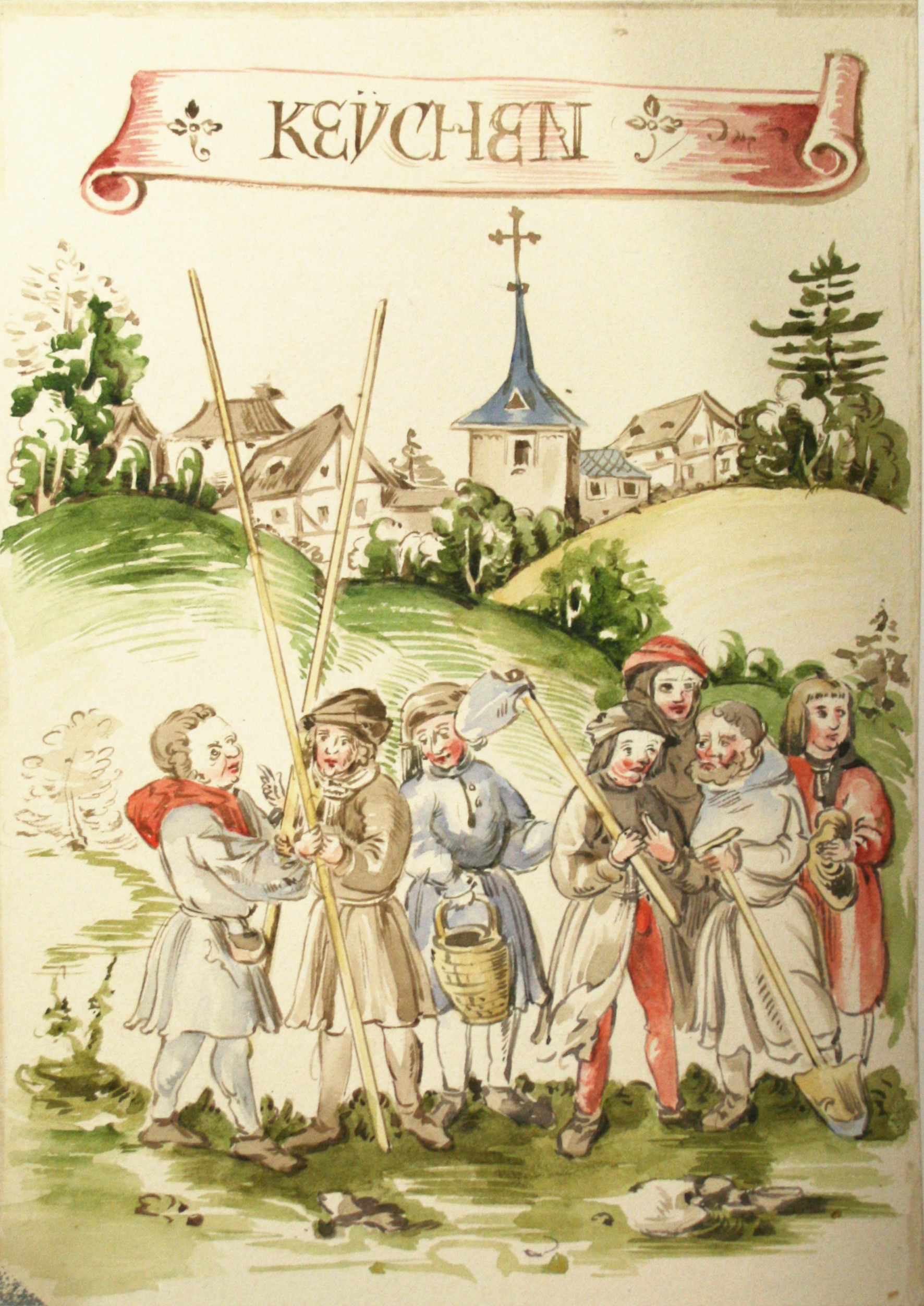
Landscheider mit ihrem Werkzeug bei der Grenzbereinigung – Illustration aus dem Naumburger Salbuch (um 1514)

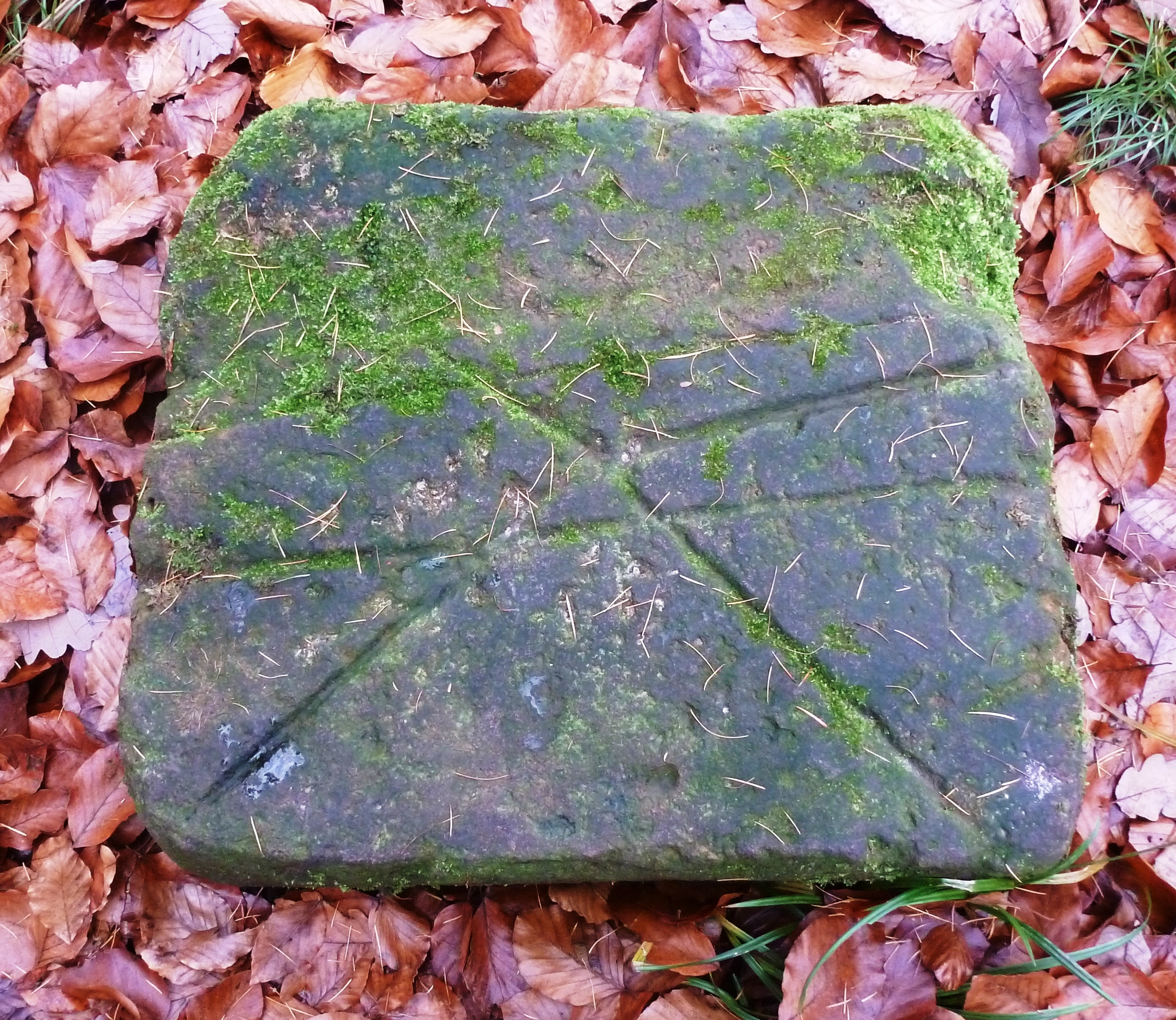
Ein Viermärker nördlich von Sandbach im Odenwald, laut Beschriftung vermutlich aus dem Jahr 1850

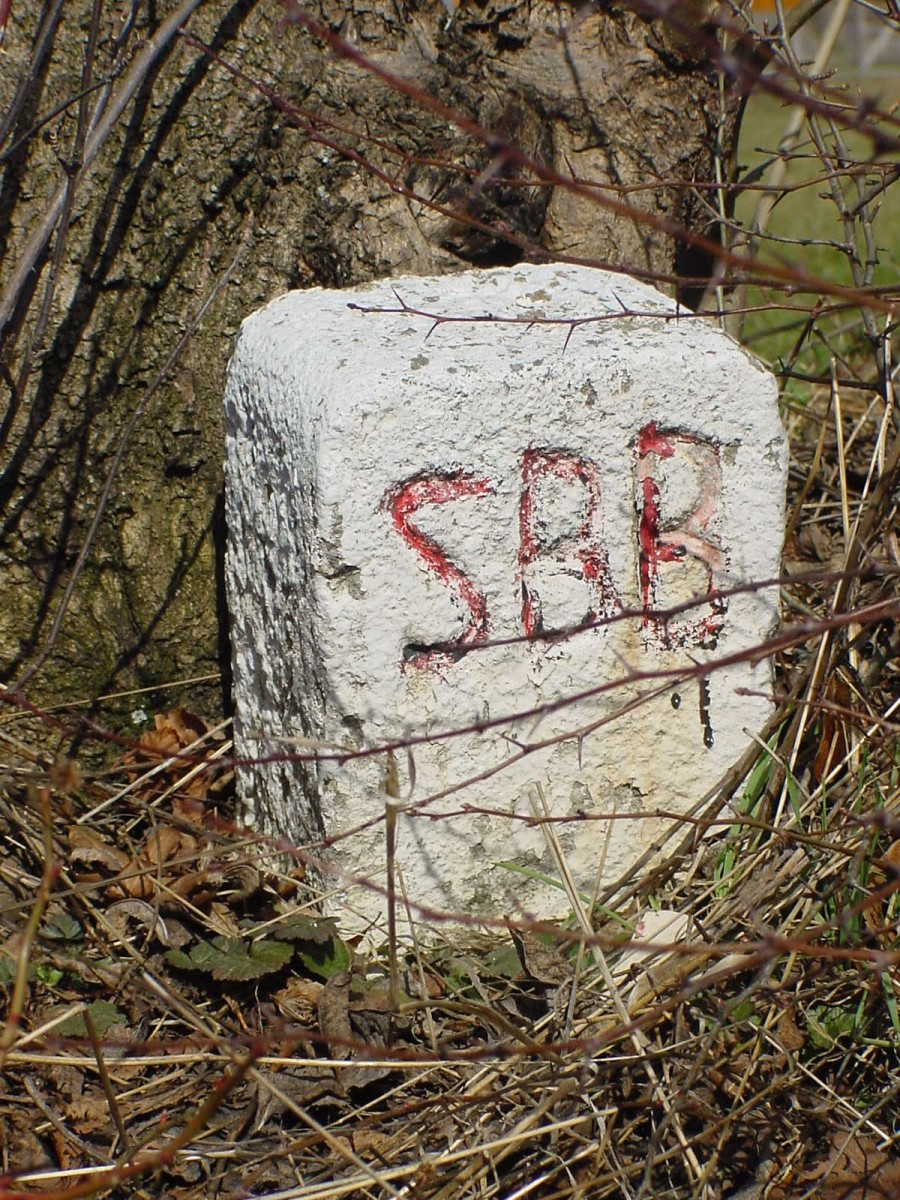
Ehemaliger Grenzstein der österreichischen Schneebergbahn, kurz SBB

Grenzsteine dienten zunächst dazu, geheiligte Friedensbereiche zu markieren. Diese Tradition der Kennzeichnung einer Grenze breitete sich in ganz Europa aus. Wenn eine Grenze einen bestimmten Rechtsbereich umschloss, wurde sie durch Grenzsteine sichtbar gemacht. Die Steine, die als rechtlich verbindlich galten, standen unter einem besonderen Schutz. Dieser Schutz findet schon in frühen Volksrechten und auch in den mittelalterlichen Rechtssammlungen Erwähnung.
Die Römer besaßen in Terminus einen eigenen Gott der Grenzsteine. Als auf dem Kapitol in Rom ein Tempel zu Ehren Jupiters errichtet werden sollte, stand dem ein Stein, wohl ein alter Grenzstein und daher dem Terminus geweiht, im Weg und letztendlich wurde, nachdem noch ein Auspizium zur Befragung des Götterwillens durchgeführt worden war, der Tempel für den höchsten römischen Gott um den Grenzstein herum errichtet.
Seit dem Mittelalter oblag die Verantwortung  für die regelmäßigen Grenzbegehungen und die korrekte Steinsetzung in deutschen Gebieten den Feldgeschworenen. Die frühen Grenzsteine setzten sich zunächst aus einem Hauptstein und kleineren Nebensteinen, den „Zeugen“, zusammen. Die „Zeugen“ hatten die Aufgabe den Stein als bewusst gesetzten Grenzstein zu kennzeichnen. Sie wurden zu Anfang noch auf den beiden abzutrennenden Grundstücken errichtet, später wurden sie in Grenzrichtung gesetzt. Oft wurden unter den Hauptstein noch Gegenstände platziert (sogenannte Grenzsteinzeugen), welche die Echtheit des Steins garantieren sollten. Damit hatte ein einzelner Stein keine Beweiskraft, er musste von anderen Steinen oder Gegenständen gesäumt sein.
Ab dem 13. Jahrhundert wurden Steine roh bearbeitet, um sie als Grenzmarkierung zu verwenden. Diese Steine wurden meist in eine längliche Form gebracht. Die Abgrenzung der Hochgerichtsbezirke bewirkte, dass sich der Grenzstein als Grenzmarkierung durchsetzte. Ein weiterer Faktor war das Interesse der Landbevölkerung, die Straßen und Allmenden deutlich zu markieren. Private und gemeinsame Nutzungsrechte sollten so voneinander getrennt und gleichzeitig vor Übergriffen geschützt werden. Ein weiters Ziel war die Abgrenzung verschiedener Gemeindegebiete, was durch Bevölkerungswachstum, Städtegründungen und den Städteausbau verursacht wurde. Im 14. und 15. Jahrhundert hielt der Grenzstein auch in die Abgrenzung von Hoheits- und Rechtsgrenzen Einzug. Auch an Grundstücksgrenzen wurden vermehrt Grenzsteine gesetzt.
Markiert ein Grenzstein das Aufeinandertreffen von nicht nur zwei, sondern drei oder vier Gemarkungen, handelt es sich um einen Drei- oder Viermärker. In diesen Fällen zeigen die Steine entsprechende Grenzeinteilungen. An ihnen sind mitunter Bearbeitungen wie Wetzspuren zu finden, da früher dem daraus entstandenen Material magische Wirkung zugesprochen wurde. Teile dieser Steine wurden folglich abgekratzt oder -geschlagen, um sie mitzunehmen.
Ab dem 16. Jahrhundert kommt der Grenzstein in wirtschaftlich entwickelten Gebieten an jeglicher Art von Grenze zum Einsatz. Zu dieser Zeit wird auch der Grenzbaum durch den Grenzstein ergänzt. In dicht besiedelten Räumen verdrängte der Grenzstein Mauern, Hecken oder Zäune, welche zuvor die Grenzen sichtbar machten. Auch nach dem Dreißigjährigen Krieg wurden Grenzen erneut mit Grenzsteinen versehen. Diese Art der Markierung überdauert bis in die heutige Zeit.
Die Grenzsteinkunde von Johannes Oettinger, erstmals erschienen 1642 in dem posthum veröffentlichten Werk Tractatus de jure et controversiis limitum ac finibus regundis, beschreibt umfassend die Vielfalt an verschiedenen Grenzsteinen der frühen Neuzeit. Insgesamt zwölf Grenzsteinkategorien werden darin aufgeführt:
1. Landesgrenzsteine mit Wappen zur Kennzeichnung der Grenzen eines Landesherrn. Oettinger nennt diese Steine auch Bann-, Oberkeit-, Gräntz- und Landsteine.
2. Geleitsteine, die darüber Auskunft gaben, wie weit der Landesherr beispielsweise Kaufmannskolonnen geleiten durfte oder beschützen musste.
3. Steine für den engeren Stadtkreis mit unterschiedlicher Rechtsstellung. Nach Oettinger wurden diese Steine auch Freyhungssteine genannt.
4. Forst- und Holzmarksteine
5. Jagdsteine, die ein Nutzungsrecht ohne hoheitliche Befugnisse anzeigen.
6. Gemarkungsgrenzsteine eines Dorfes oder Einzelhofes
7. Zehntsteine, auch Zehngrenzstein genannt, die Befugnisse anzeigen, die in ein anderes Herrschaftsgebiet hineinreichten.
8. Trieb- oder Weidesteine für Nutzungsrechte,  die in ein anderes Herrschaftsgebiet hineinreichten und Zugänge ermöglichten. Oettinger nennt sie auch Weid- oder Trattsteine.
9. Besitzsteine, die von Oettinger auch als Gütersteine bezeichnet wurden.
10. Wegesteine für Wegerechte
11. Fischsteine für Nutzungsrechte an Gewässern. Nach Oettinger heißen sie auch Wassersteine.
12. Steine für Bergwerksrechte. Oettinger bezeichnet sie als Loch- oder Schnursteine.

Die von Oettinger genannten Forst- und Holzmarksteine dienten zur Kennzeichnung von Waldbesitzverhältnissen und damit zur Markierung von Forstgrenzen. Aus dem 15. Jahrhundert stammt zum Beispiel die älteste erhaltene Grenzsteinreihe im Rosengarten, damals im Amt Harburg gelegen und dem Fürstentum Lüneburg zugehörig. Im Zuge forstwirtschaftlicher Reformen wurden später vom 18. bis ins 19. Jahrhundert nicht nur hier, sondern auch zur Abgrenzung von anderen herrschaftlichen Waldgebieten im damaligen Kurfürstentum Braunschweig-Lüneburg beziehungsweise späteren Königreich Hannover Forstgrenzsteine gesetzt. Charakteristisch für diese neueren Grenzsteine ist neben einer Nummerierung insbesondere das Wolfsangelzeichen als Forst- bzw. Herrschaftszeichen des Landesherren im forstlichen Kontext. Nur wenige Anfangssteine einer Grenzsteinreihe enthalten neben der Nummer 1 auch noch das Monogramm des Kurfürsten (Georg II. bzw. Georg III.; vergleiche auch Historische Grenzsteine im Gellerser Anfang sowie Archäologie im Rosengarten). Der Wiener Kongress von 1815 machte Belgisch-Preußische Grenzsteine notwendig.
Neben den genannten Steinen gab es weitere Grenzsteine, die für besondere Zwecke verwendet wurden. Als Fischerei-Föhrte-Steine sind aus dem 16. bis zu Beginn des 20. Jahrhunderts gesetzte und zum Teil heute noch erhaltene Grenzsteine bekannt, mittels derer im Verlauf der Unterelbe im Bereich der Ämter Winsen (Luhe) und Harburg (am südlichen Elbufer) sowie im Bereich des Amtes Bergedorf am nördlichen Elbufer die Fischereirechte auf der Elbe geregelt waren, indem der Fluss in verschiedene Fischföhrte eingeteilt wurde. Ebenfalls an der Elbe wurden mittels so genannter Kabelsteine unterschiedlich große Deichabschnitte (Kabel) definiert, „welche von bestimmten Bewohnern der Vogtei Neuland [im Amt Winsen (Luhe)] instandzuhalten und bei Gefahr für den Deich von diesen Leuten zu verteidigen waren“. Zentsteine wiederum dienten der Abgrenzung zwischen verschiedenen Zenten.
Bei der Eisenbahn zeigten früher, neben einem Gleis angeordnete, Grenzsteine den Übergang der Infrastruktur von einer Bahngesellschaft zu einer anderen an.

## Beschaffenheit

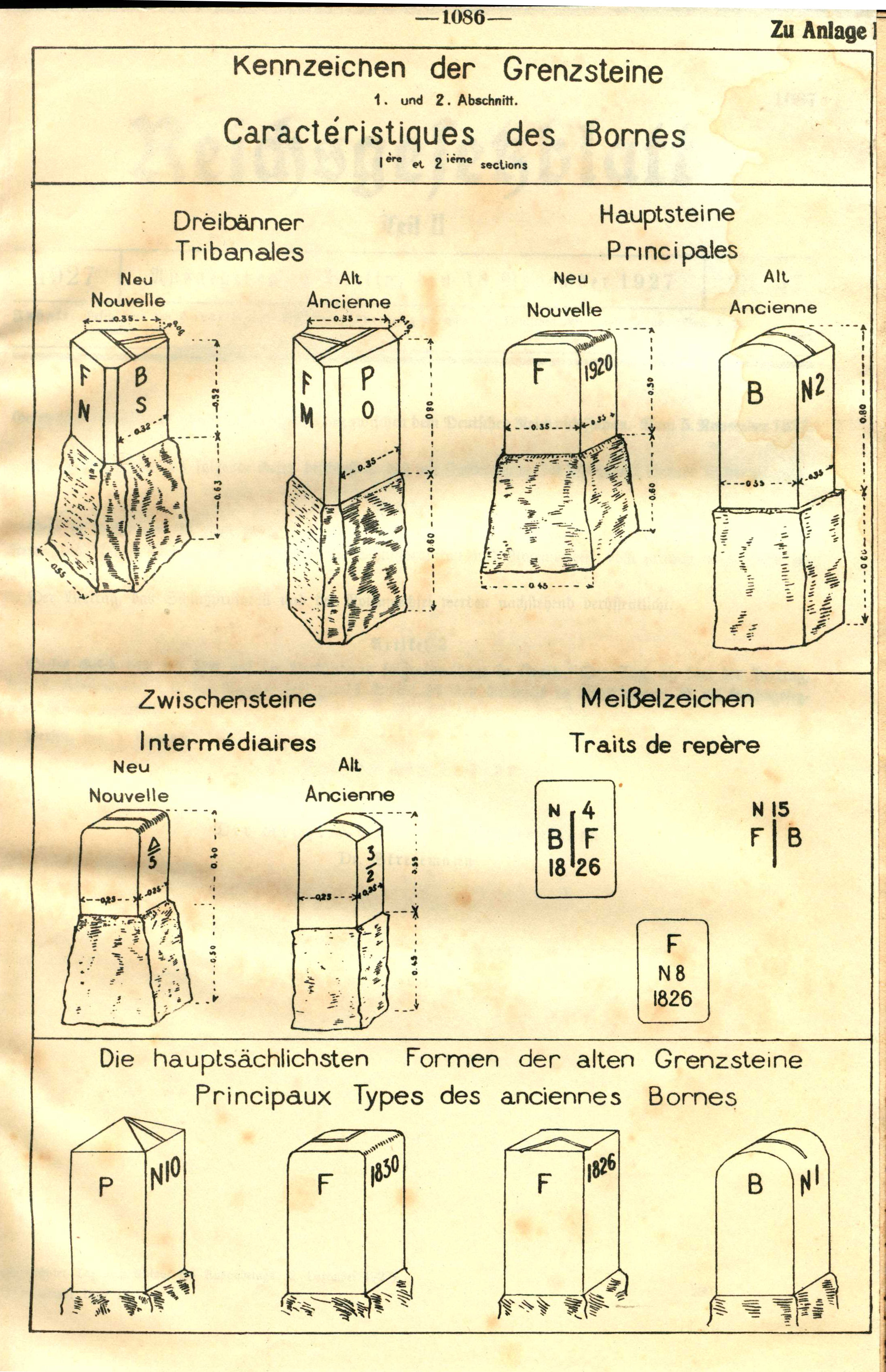
Grenzsteine an der deutsch-französischen Grenze

Moderne Grenzsteine bestehen im Normalfall aus Granit oder Beton mit einem Kreuz auf der Oberseite. Es werden aber auch Markierungen aus Kunststoff (z. B. Vermarkungssteine aus Recyclingmaterial) oder Eisenrohre mit aufgesetzter Kunststoffmarke verwendet.
Bei älteren Abmarkungen können es auch behauene oder unbehauene Natursteine ohne Kreuz sein. Oftmals finden sich auch Grenzsteine, auf denen der eigentliche Grenzverlauf mittels einer gemeißelten Kerbe (Weisung) dargestellt wird. Bei Eck- oder Knickpunkten können so auch abgewinkelte Linien gefunden werden, an manchen Grenzknoten auch stilisierte Grenzlinienverläufe in Form eines „T“ bzw. „Y“. Dabei kamen die in der Region verfügbaren Gesteinsarten zur Anwendung. Es gibt solche aus Granit, Kalkstein, Marmor, Sandstein, Schiefer, Basaltsäulen und weiteren Arten. Bei Grenzen im alpinen Gelände wurden die Grenzmarkierungen (Kreuze, Linien, Wappen und Jahreszahlen) als Felsmarch häufig auch in den gewachsenen Fels oder in einzelstehende, große Felsen eingehauen.
An den Grenzen von Landgütern oder herrschaftlichen Wäldern gibt es noch zahlreiche historische, künstlerisch ausgeführte Grenzsteine mit Wappen oder Inschriften. Zur Markierung kirchlichen Grundbesitzes wurden ebenso Grenzsteine gesetzt.

## Moderne Formen

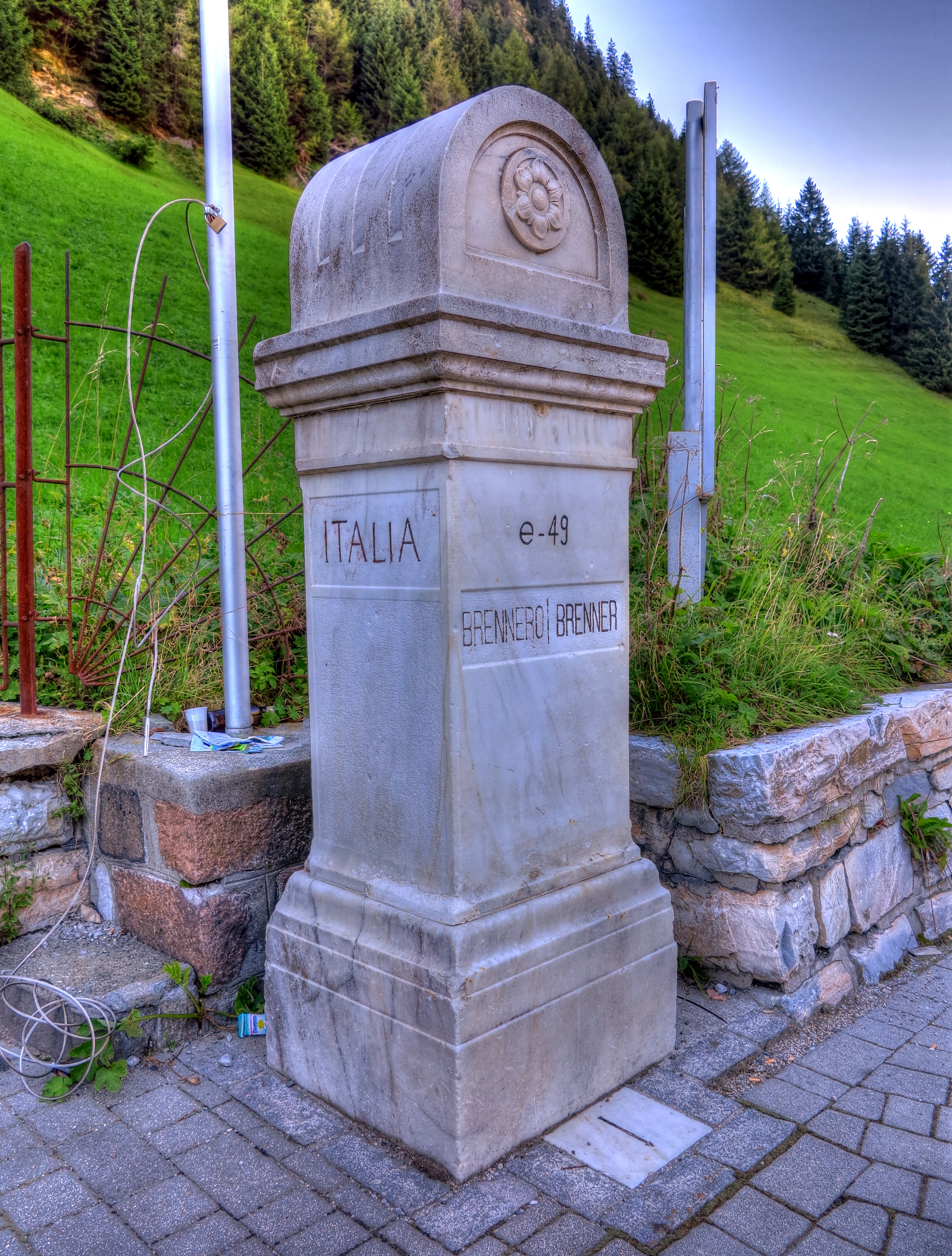
Der am Brennerpass 1921 errichtete Grenzstein zwischen Italien und Österreich

Statt Grenzsteinen werden – in Abhängigkeit von den örtlichen Bedingungen (sowie in Deutschland je nach den Bundesland-abhängigen Vermessungsvorschriften) – auch andere Vermarkungsarten verwendet. In städtischem oder verbauten Gebiet sind dies vor allem: Grenzmarke mit Schraubgewinde, Rohr mit Plastikkappe, Meißelkreuz, Stahl-Nagel oder Messingbolzen, überwiegend mit Inschrift „Grenzpunkt“. Vereinzelt erfolgt anstelle einer dinglichen Einbringung lediglich eine Kreuzmarkierung im Fahrbahnbordstein. In neuerer Zeit kommen teilweise auch Grenzsteine aus Kunststoff zum Einsatz. Vor dem Abschluss einer laufenden Vermessung sind auch vorläufige Zeichen (Tagesmarken) wie Holzpflöcke oder Stangen (auch Fluchtstangen) in Verwendung.
Die Methode, Grenzsteine mit so genannten „unterirdischen Sicherungen“, „Untervermarkungen“ oder „Zeugen“ zu versehen, hat bis heute überdauert. Diese können zum Beispiel aus einer mit dem Hals nach unten gerichteten Glasflasche, einem Tonkegel oder einer konischen Plastikmarke (Möhre) unter dem Grenzstein bestehen. In vielen Regionen wurden auch Tonzeugen verwandt. Das sind meist rechteckige oder dreieckige Tonscheiben mit dem Wappen der Gemarkung drauf. Diese Zeugen sollen bei wichtigen Grenzen eine Wiederherstellung ermöglichen bzw. bezeugen die Richtigkeit des Grenzsteines, wenn der Stein z. B. durch den Pflug herausgerissen wird. Bei höheren Genauigkeitsansprüchen kann der Zeuge mit dem Theodolit oder einem Schnurgerüst abgelotet werden.

## Gesetzliche Regelungen
In Deutschland wird nach § 274 Strafgesetzbuch das Entfernen, Unkenntlichmachen oder Versetzen eines Grenzsteins in der Absicht, einem anderen Nachteil zuzufügen, mit einer Geldstrafe bzw. Freiheitsstrafe bis zu fünf Jahren bedroht. Das unbefugte Verändern oder Entfernen von Grenzzeichen stellt zudem nach den Vermessungs- und Katastergesetzen der Bundesländer eine Ordnungswidrigkeit dar.
Historische Grenzsteine stehen heute als Kulturdenkmale (Kleindenkmale) unter Denkmalschutz.
In Baden-Württemberg entfiel mit dem Vermessungsgesetz von 2004 die Abmarkungspflicht, also das Aufstellen von Grenzsteinen.

## Indirekte Kennzeichnung

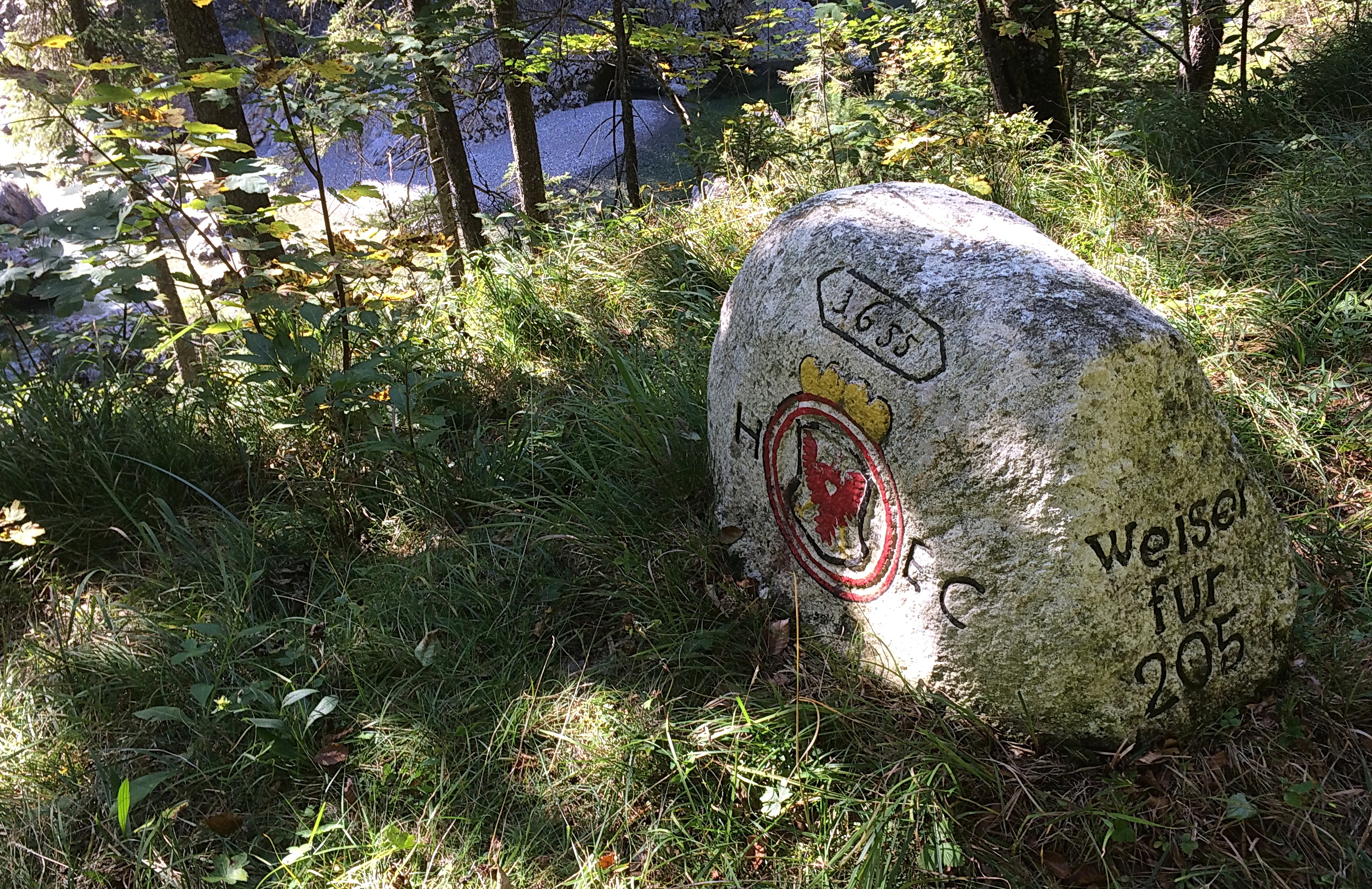
Weiser 205 an der bayerisch-österreichischen Grenze an der Walchenklamm, Nähe Sylvensteinspeicher; er weist auf den Grenzpunkt am Zusammenfluss von Walchen und Hühnerbach

Lässt sich ein Grenzpunkt nicht direkt kennzeichnen, kann ein Grenzzeichen auch als indirekte bzw. mittelbare Vermarkung in eine der vom Grenzpunkt abgehenden Grenzen gesetzt werden – bestenfalls mit einem glatten Maß und in einem kurzen Abstand von beispielsweise einem Meter. Diese so genannte Rückmarke ist ein zusätzlicher Punkt und ersetzt nicht den eigentlichen Grenzpunkt. Bei Staatsgrenzen kann ein Weiser oder Weiserstein auch einen weiter entfernten Grenzpunkt anzeigen, etwa wegen Überbauung, an Flussufern und im Gebirgsraum. Auch wenn ein exakter Grenzstein die Arbeit behindern würde, beispielsweise in der Landwirtschaft, ist eine indirekte Kennzeichnung möglich.

## Originelle Grenzsteine
Bei schwierigen Gelände- und Nutzungsverhältnissen werden originelle Grenzmarkierungslösungen eingesetzt:
- Fußballplatz Schlauch in Wiechs: Grenze Deutschland/Schweiz an der Seitenauslinie des Fußballfeldes wird durch eine ebenerdige Steinplatte markiert.
- Hochrheinbahn Singen-Schaffhausen: Grenze wird durch eine ebenerdige Platte im Bahnschotter gekennzeichnet.
- Grenzverlauf in Rheinmitte zwischen Exklave Büsingen und Schweiz: Die Stelle wird durch einen auf den Flussgrund gesetzten Findling dokumentiert.

## Fotos moderner Grenzmarken

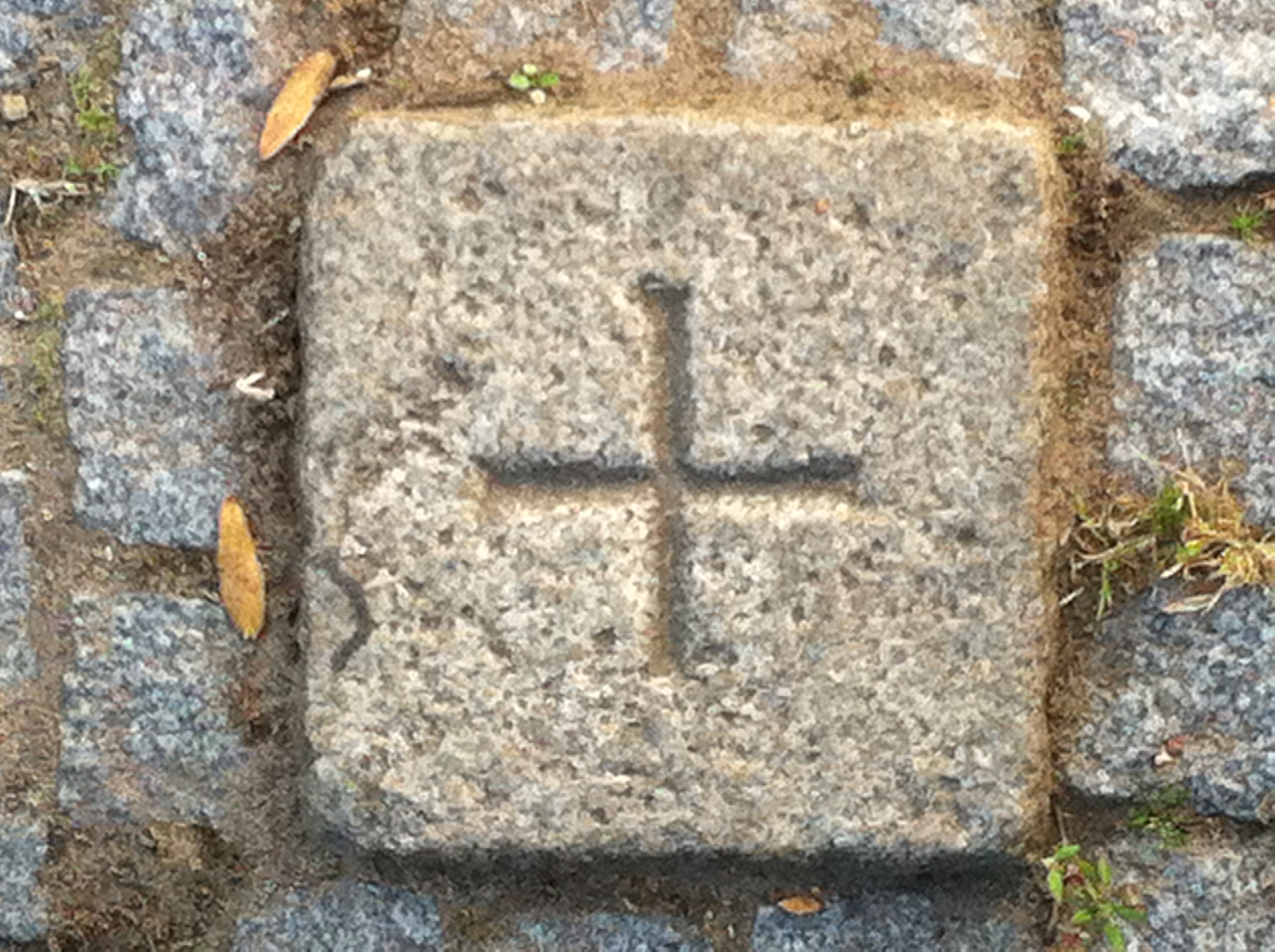
Grenzzeichen aus Granit (15 cm × 15 cm) mit eingeschliffenem Kreuz, Berlin-Spandau
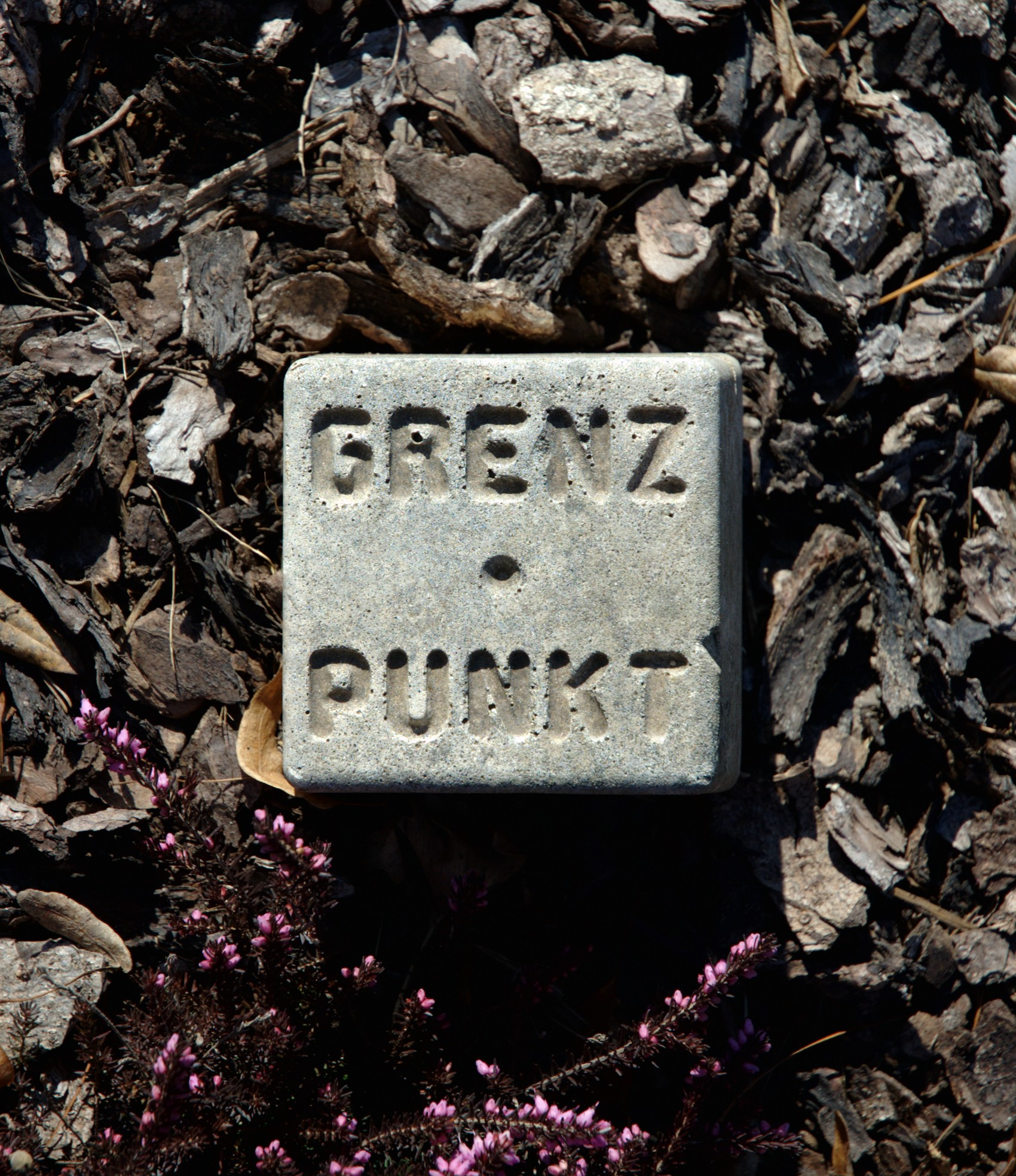
Grenzzeichen aus Beton mit Loch und Beschriftung
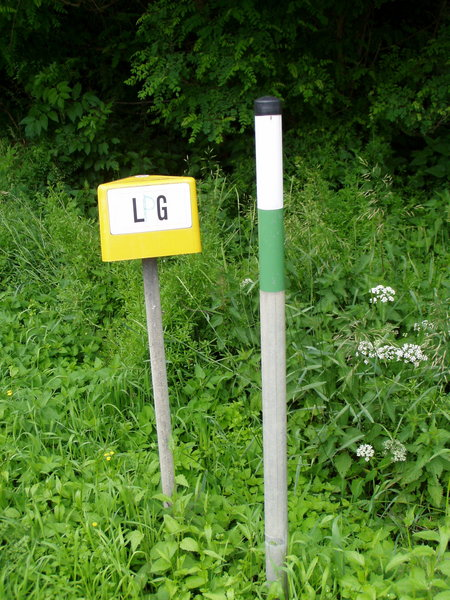
Moderne Grenzabmarkungen – Landesgrenze zwischen Thüringen und Sachsen bei Windischleuba
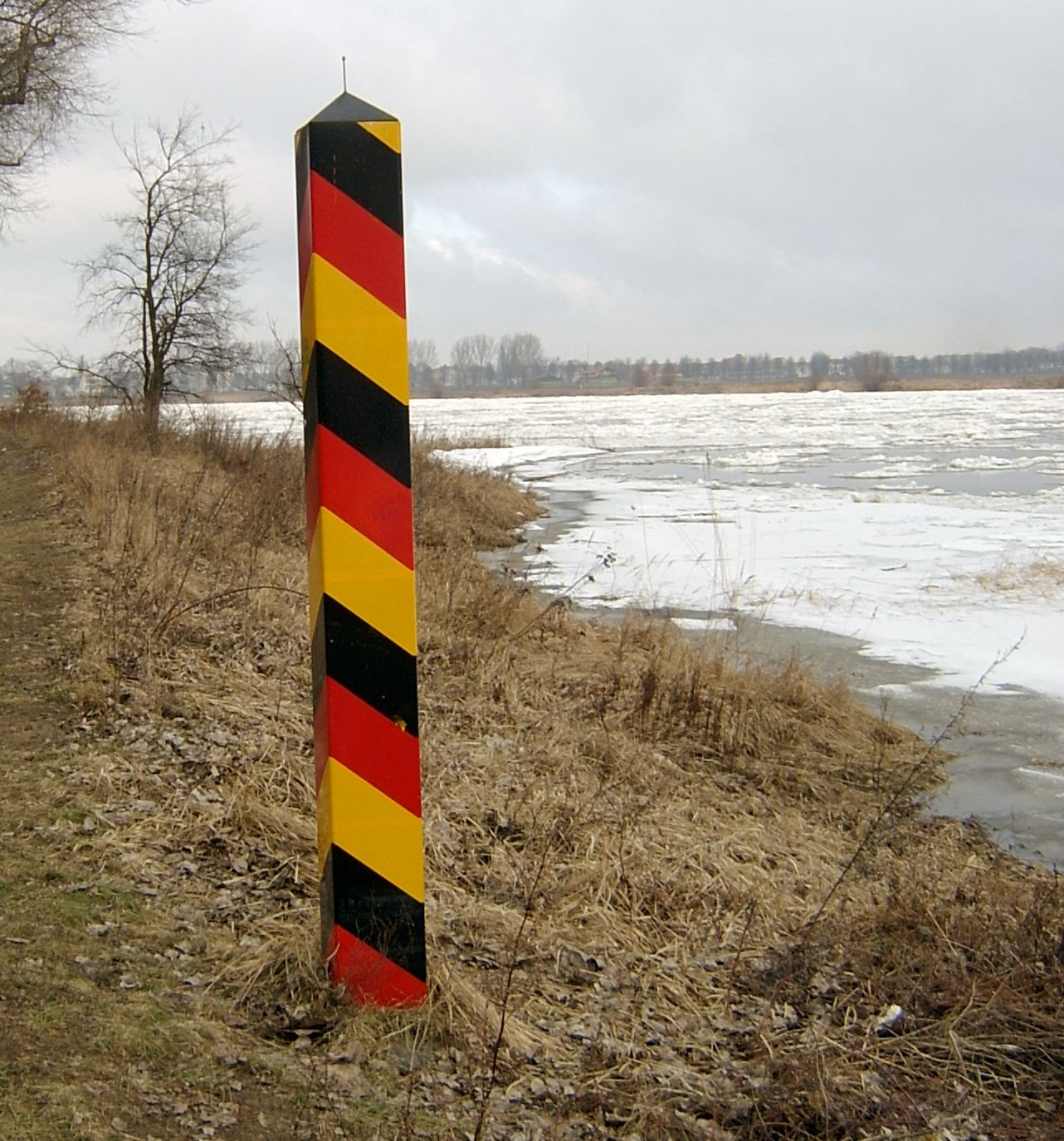
Moderne Staatsgrenzmarkierung – Grenze zwischen Deutschland und Polen bei Frankfurt (Oder) auf Ziegenwerder
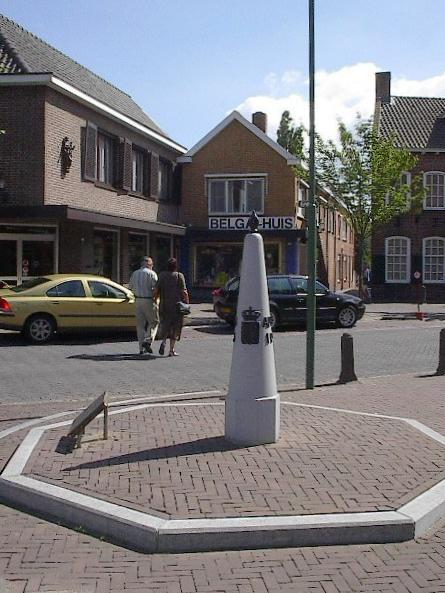
Grenzpfahl in Baarle
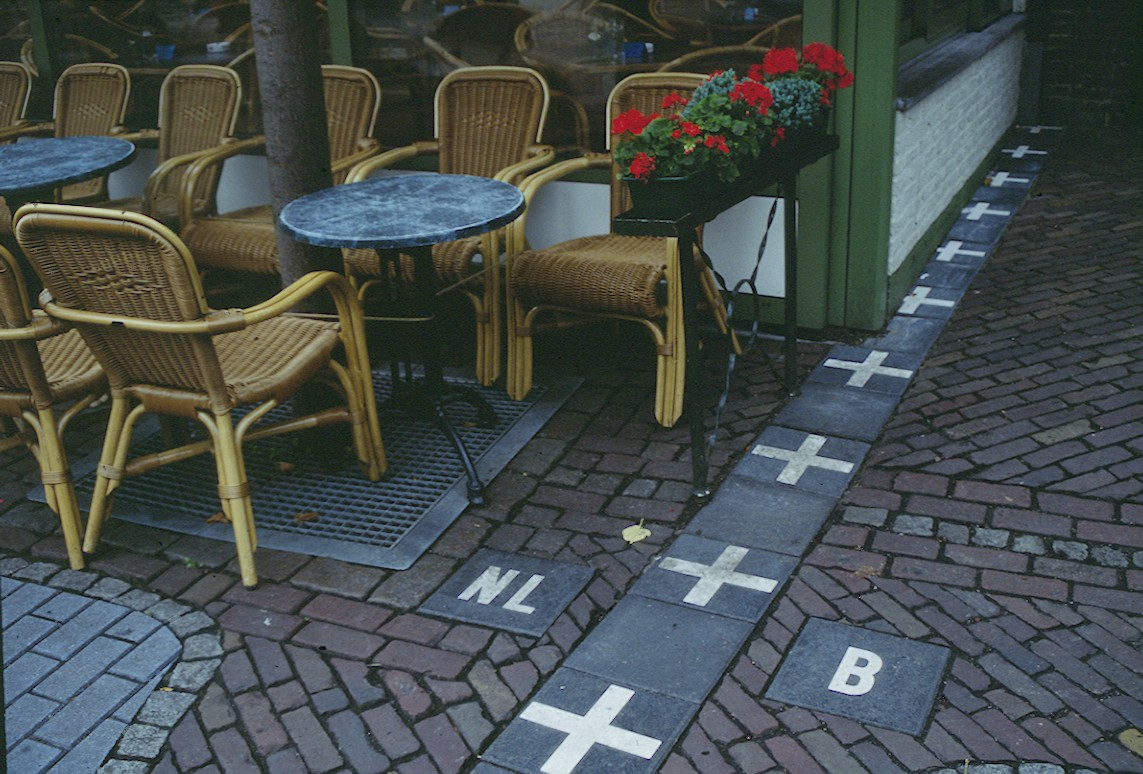
Baarle: Pflastergrenzsteine neben einem Straßencafé
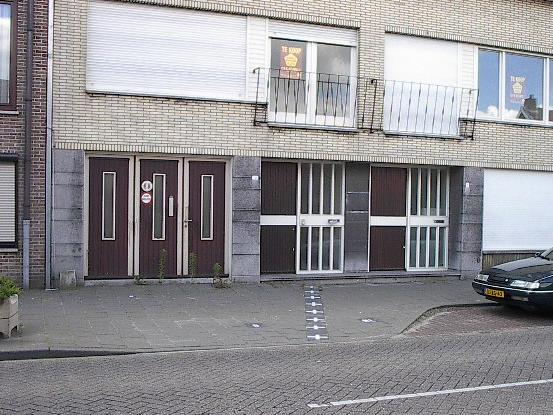
Baarle: Pflastergrenzsteine – die Grenze führt durch ein Haus
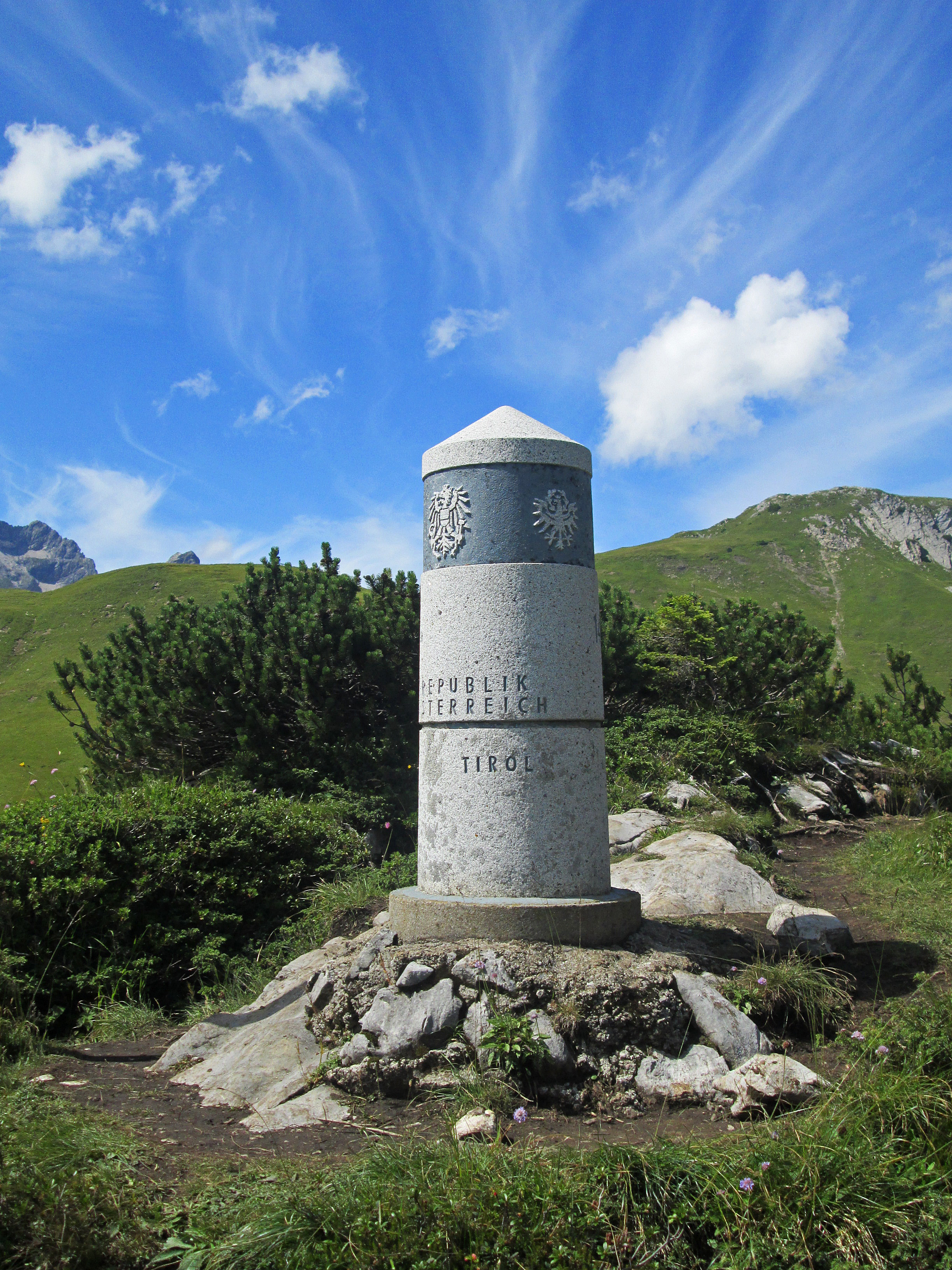
Grenzstein 147 am Haldenwanger Eck, südlichster Punkt Deutschlands, Dreiländereck Bayern/Vorarlberg/Tirol, 1986 errichtet

## Beispiele für historische Grenzsteine

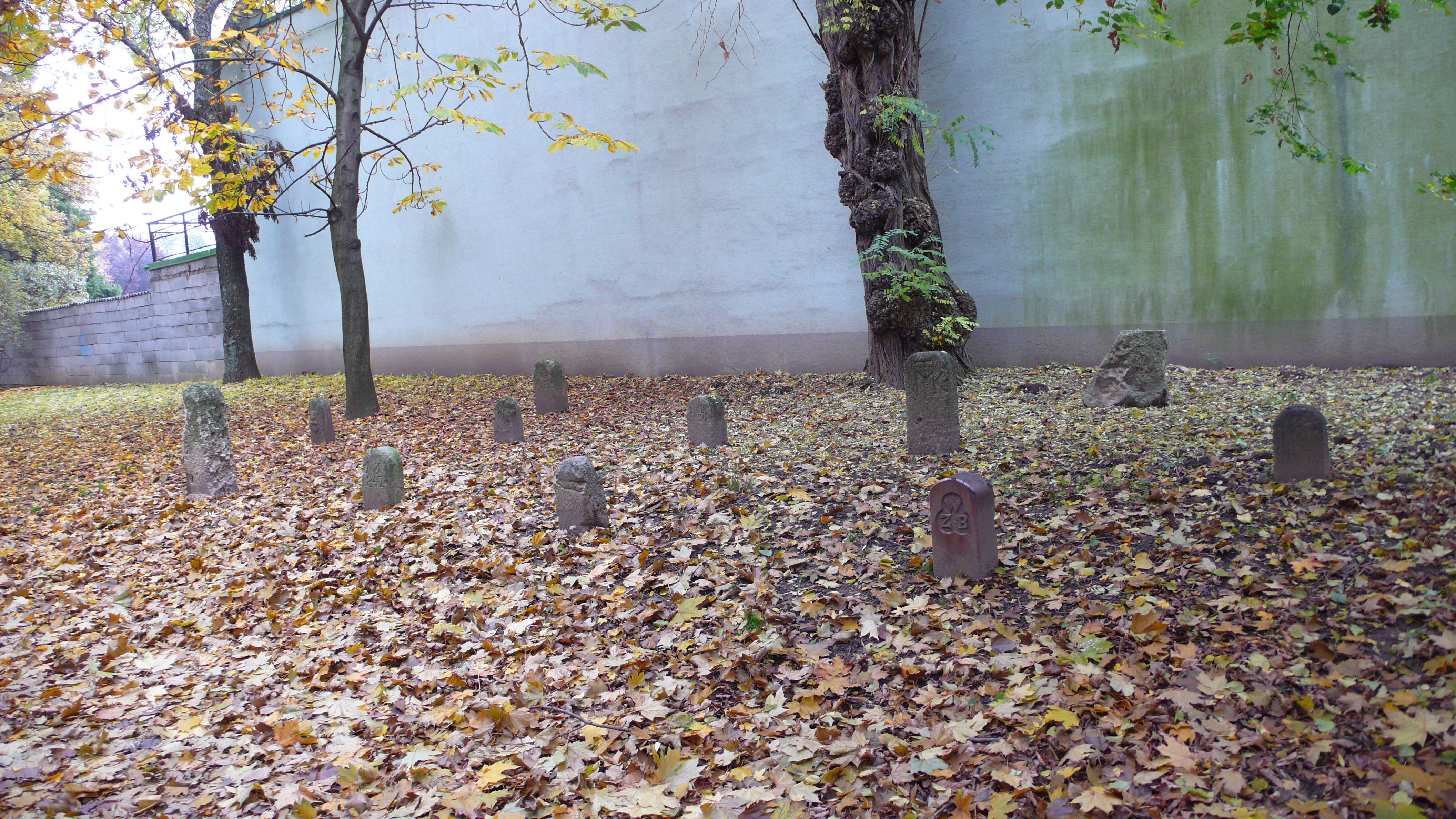
Sammlung elf verschiedener Grenzsteine im Stadtpark von Traiskirchen

- Dreiherrenstein
- Dreieckiger Pfahl
- DDR-Grenzsäule
- Grenzstein (Quedlinburg)
- Lapidarium Willrode